# Die Anwälte
Die Anwälte ist eine deutsche Fernsehserie um eine Anwaltskanzlei in Hamburg. Sie wurde zunächst von RTL ausgestrahlt und nach einer Folge wieder abgesetzt. Später kaufte die ARD die Serie und strahlte alle acht Folgen im Ersten aus.

## Handlung
Im Stile US-amerikanischer Anwaltsserien wie Ally McBeal oder Boston Legal werden in jeder Folge mehrere Fälle erzählt, die parallel in einer Kanzlei bearbeitet werden: in diesem Fall im Hamburger Anwaltsbüro „Blum-Franzen-Britten“.
Die Juristen Marita Blum, Lothar Franzen, Sebastian Britten, Dilek Genc und Thomas Welka haben es dabei mit großen Strafrechtsprozessen genauso zu tun wie mit skurrilen Zivilrechtsfällen. Da gilt es beispielsweise einen mutmaßlichen Mörder zu verteidigen, einem Schreinermeister im Streit mit dem Finanzamt beizustehen oder einer alten Dame dazu zu verhelfen, im Falle ihres Todes gemeinsam mit ihrem geliebten Hund beigesetzt zu werden.
In jeder Folge werden drei dieser Fälle erzählt. Daneben spielen aber auch das Privatleben der Anwälte und ihre Beziehungen untereinander immer wieder eine Rolle. So wird Thomas Welka (Johann von Bülow), der in der ersten Folge neu in die Kanzlei eintritt, nur zögerlich akzeptiert. Marita Blum (Julia Bremermann) hat mit dem Verlust ihrer Tochter zu kämpfen, die bei einem Unfall ertrunken ist, und lässt sich – als ihr Mann für längere Zeit nach München muss – auf eine Affäre mit Sebastian Britten (Kai Wiesinger) ein.

## Hintergrund
Produziert wurde Die Anwälte von Studio Hamburg im Auftrag des Privatsenders RTL. Die Serie sollte bereits im Jahr 2007 gesendet werden, wurde jedoch erst ab Januar 2008 ausgestrahlt. Doch das Zuschauerinteresse blieb weit hinter den Erwartungen zurück: insgesamt 2,59 Millionen Zuschauer (10,8 Prozent der werberelevanten Zielgruppe) wollten Kai Wiesinger und seine Kollegen sehen. RTL stellte die Ausstrahlung nach der Auftaktfolge sofort ein. Kai Wiesinger kritisierte das schnelle Aus damals in einem Interview mit dem Nachrichtenmagazin Der Spiegel: „RTL gab uns überhaupt keine Chance. Die Serie ist weder so beworben worden, wie es sich für den Start einer großen Abendserie gehört, noch war der Programmplatz günstig gewählt.“
Einige Monate später kaufte die ARD-Tochter Degeto Die Anwälte für kolportierte vier Millionen Euro ein. Zum ersten Mal erwarb damit ein öffentlich-rechtlicher Sender Folgen einer Produktion eines kommerziellen Konkurrenten noch vor der Ausstrahlung. „Wenn sich die Gelegenheit bietet, eine hervorragend gemachte deutsche Serie wie Die Anwälte zu erwerben, dann sollte man diese auch nutzen“, begründete der damalige ARD-Programmdirektor Günter Struve den ungewöhnlichen Einkauf. Und RTL-Fiction-Chefin Barbara Thielen gab zu Protokoll: „Auch wenn die Serie von den RTL-Zuschauern nicht akzeptiert wurde, hat sie es mehr als verdient, dennoch ausgestrahlt zu werden.“
Doch auch die Ausstrahlung im Ersten (ab 20. Oktober 2008, montags um 20:15 Uhr) wurde in der Presse einmütig als Misserfolg gewertet. Beim Starttermin am 20. Oktober 2008 schalteten 2,93 Millionen Zuschauer ein; seitdem ging es abwärts. Eine DVD-Box mit den acht Episoden der Serie wurde vom Studio Hamburg Enterprises am 8. November 2008 veröffentlicht.

## Kritik
„[…] die Serie über die Fälle einer Hamburger Anwaltskanzlei ist durchaus sehenswert, doch erst ab Folge zwei. Sind die Figuren erstmal eingeführt, funktionieren die von Marc Terjung (Edel & Starck) geschriebenen Episoden gleich viel besser. Davon profitieren jedoch vor allem die männlichen Darsteller; die Damen werden zunächst auf Gefühl (Julia Bremermann) oder Krieg der Geschlechter (Carolina Vera) reduziert. Kein Wunder, dass die Männer die besten Szenen haben! […] Das Beste aber sind die Fälle. Auch wenn das in den Soaps perfektionierte ABC-Muster (Abenteuer, Beziehung, Comedy) etwas durchsichtig ist – fast jedes Mal gelingt es Terjung und seinen Koautoren, einen 'Twist' einzubauen, wie das in der Schreibersprache gern heißt, also eine Wendung, die das Geschehen in eine völlig unerwartete Richtung lenkt.“

„Schien der Pilotfilm noch recht flott inszeniert, wenngleich die Nachahmung US-amerikanischer Erfolge wie 'Ally MCBeal' und 'Boston Legal' unübersehbar war, so offenbaren die weiteren Folgen eine erschütternde Betulichkeit. Unsere […] Vermutung, Autor Marc Terjung sei offensichtlich angehalten worden, mehr 'Tiefgang' zu schaffen, was auf Kosten des Humors ging, wird da aufs Schlimmste bestätigt. In der zweiten Folge etwa finden sie witzig, wenn der Seniorchef der Kanzlei (Alexander Held) immer mittwochs von seiner Mama angerufen wird.“

„'Die Anwälte' scheitern nicht an der sagenhaften Qualität, sie sind halb gut, halb schlecht, sie liegen dazwischen, in der faden Mitte.“